# Goldbeck (Wittstock/Dosse)
Goldbeck ist ein Ortsteil der Stadt Wittstock/Dosse im Landkreis Ostprignitz-Ruppin im Nordwesten des Landes Brandenburg. Der Ort, in dem 167 Einwohner auf 71 ha leben (Stand: 31. Dezember 2022), liegt südöstlich vom Kernort Wittstock/Dosse. Die Dosse, ein rechter Nebenfluss der Havel, fließt durch den Ort. Die A 19 verläuft 4 km entfernt westlich. Sie mündet beim Autobahndreieck Wittstock/Dosse in die nordwestlich und südlich verlaufende A 24.

## Geschichte

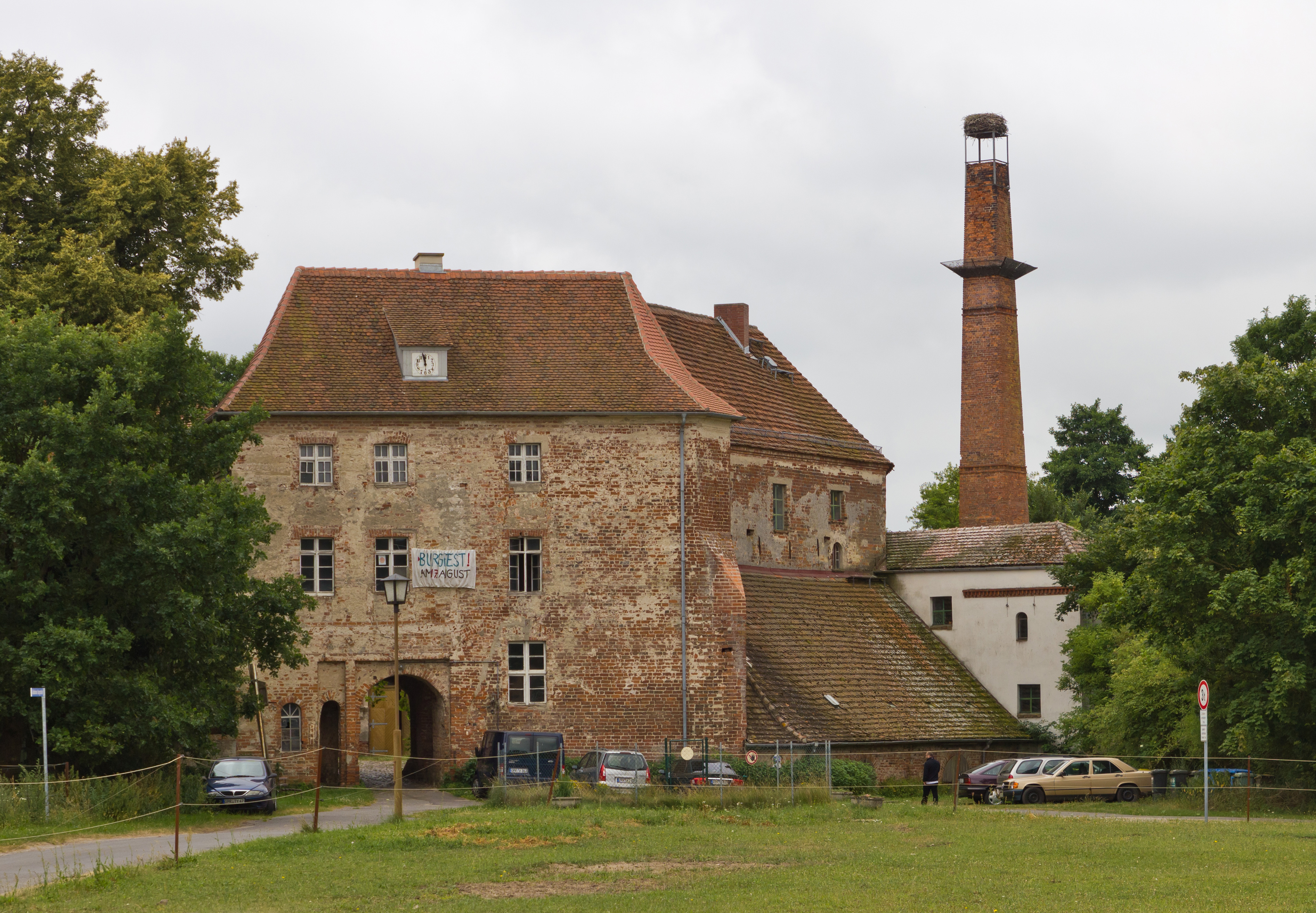
Burg Goldbeck

Um das Jahr 1309 gehörte Goldbeck dem altmärkischen Adelsgeschlecht Goltbeke, ihr Stammsitz war zu jener Zeit die Burg Goldbeck, für die eine Stiftungsurkunde von 1285 die Herren Hermann, Gerardus und Henricus de Goltbeke nannte.
Um 1490 gehörte Goldbeck zur im Kern reichsunmittelbaren Herrschaft Ruppin der Grafen von Lindow-Ruppin. Im 16. oder 17. Jahrhundert kam es zur Prignitz.